# 金寨站
金寨站，位于中华人民共和国安徽省六安市金寨县梅山镇马店村，是沪汉蓉快速客运通道合武铁路段上的高铁站，本站是安徽省最西的一个县级高铁站，于2009年4月1日启用营运，由上海局集团管辖。

## 車站周邊
- 金寨县农村商业银行马店支行
- 马店大桥
- 红石埂隧道（车站东侧，长5,108米）
- 金寨隧道（车站西侧，长10,766米）

## 歷史
- 2009年4月1日通车启用。[3][4]

## 外部連結
- 中国铁路客户服务中心 （页面存档备份，存于）